# Tatjana Navka
Tatjana Aleksandrovna Navka (Oekraïens: Тетяна Олександрівна Навка, Wit-Russisch: Таццяна Аляксандраўна Навка, Russisch: Татьяна Александровна Навк) (Dnjepropetrovsk, 13 april 1975) is een in Oekraïne geboren Russische kunstschaatsster.
Navka is actief in het ijsdansen en haar vaste sportpartner is Roman Kostomarov en zij worden gecoacht door Aleksandr Zjoelin. Voorheen reed ze onder andere met Samuel Gezalian en Nikolai Morozov voor Wit-Rusland.
| records                | punten | datum      | toernooi           |
| ---------------------- | ------ | ---------- | ------------------ |
| Hoogste totaalscore    | 227.81 | 18-03-2005 | WK 2005            |
| Hoogste verplichte kür | 45.97  | 15-03-2005 | WK 2005            |
| Hoogste originele kür  | 68.67  | 17-03-2005 | WK 2005            |
| Hoogste vrije kür      | 117.14 | 23-11-2003 | Cup of Russia 2003 |

## Belangrijke resultaten
(1993-1995 met Samuel Gezolian, 1997-1998 met Nikolai Morozov (voor Wit-Rusland uitkomend), 1999-2007 met Roman Kostomorov voor Rusland uitkomend)
| Kampioenschap          | 1993 | 1994 | 1995 | 1996 | 1997 | 1998 | 1999  | 2000 | 2001   | 2002   | 2003  | 2004 | 2005 | 2006 |
| ---------------------- | ---- | ---- | ---- | ---- | ---- | ---- | ----- | ---- | ------ | ------ | ----- | ---- | ---- | ---- |
| Olympische Spelen      |      | 11e  |      |      |      | 16e  |       |      |        | 10e    |       |      |      | Goud |
| Wereldkampioenschap    | 9e   | 5e   | 7e   |      | 14e  | 10e  | 12e   |      | 12e    | 8e     | 4e    | Goud | Goud |      |
| Europees Kampioenschap | 9e   | 10e  | 4e   |      | 12e  | 10e  | 11e   |      | 9e     | 7e     | Brons | Goud | Goud | Goud |
| NK Rusland             |      |      |      |      |      |      | Brons |      | Zilver | Zilver | Goud  | Goud |      | Goud |

## Privé
Navka en Kostomarov schaatsten voor het eerst samen in 1998, maar besloten na één jaar alweer uit elkaar te gaan. Navka trouwde in 2000 met haar coach Zjoelin. Samen kregen zij eveneens in 2000 hun dochtertje Sasja. In 2009 gingen ze uit elkaar.
In 2015 hertrouwde Navka met de Russische diplomaat Dmitry Peskov, de naaste woordvoerder van president Poetin.
1976: Ljoedmila Pachomova / Aleksandr Gorsjkov ·
1980: Natalja Linitsjoek / Gennadi Karponossov ·
1984: Jayne Torvill / Christopher Dean ·
1988: Natalja Bestemjanova / Andrej Boekin ·
1992: Marina Klimova / Sergej Ponomarenko ·
1994: Oksana Grisjtsjoek / Jevgeni Platov ·
1998: Oksana Grisjtsjoek / Jevgeni Platov ·
2002: Marina Anissina / Gwendal Peizerat ·
2006: Tatjana Navka / Roman Kostomarov ·
2010: Tessa Virtue / Scott Moir ·
2014: Meryl Davis / Charlie White ·
2018: Tessa Virtue / Scott Moir ·
2022: Gabriella Papadakis / Guillaume Cizeron
- Nationale Bibliotheek van Letland: 000309789
- Virtual International Authority File: 2876154260426424480004

1. ↑  (en) Revealed: wife of Putin's spokesman faces questions over US tax affairs. The Guardian (11 februari 2019). Geraadpleegd op 8 april 2022.
2. ↑  Olympic Skating Champion to Marry Russian President Putin's Spokesman. The Moscow Times (16 juli 2015). Geraadpleegd op 8 april 2022.